# Осјек (Војводство Светокришко)
Осјек (пољ. Osiek) је град у Пољској у Војводству Светокришком у Повјату staszowski. Према попису становништва из 2011. у граду је живело 2.004 становника.

## Становништво
Према прелиминарним подацима са пописа, у граду је 2011. живело 2.004 становника.
| 2002. | 2011. | 2012. |
| ----- | ----- | ----- |
| 1.945 | 2.004 | 1.990 |